# Suburban Girl
Suburban Girl är en amerikansk film från 2007 i genren romantiskt drama. Sarah Michelle Gellar, Alec Baldwin och Maggie Grace spelar i huvudrollerna och Marc Klein regisserade.
Filmen spelades in i New York och bygger på två noveller av Melissa Bank publicerade i hennes novellsamling Flickornas handbok i jakt och fiske (originaltitel The Girls' Guide to Hunting and Fishing).

## Rollista
| Sarah Michelle Gellar | – Brett Eisenberg     |
| Alec Baldwin          | – Archie Knox         |
| Maggie Grace          | – Chloe               |
| James Naughton        | – Robert Eisenberg    |
| Chris Carmack         | – Jed                 |
| Vanessa Branch        | – Faye Faulkner       |
| Peter Scolari         | – Mickey Lamm         |
| Marian Seldes         | – Margaret Paddleford |
| Ebon Moss-Bachrach    | – Ethan Eisenberg     |
| Jill Eikenberry       | – Marlene Eisenberg   |
| Marin Ireland         | – Katie               |
| Nathan Corddry        | – Jason               |